# Yvonne Schultz
Pour les articles homonymes, voir Schultz.
Yvonne Schultz née 18 juin 1889 à Paris et morte le 25 mars 1977 à Nice est une écrivaine française.

## Biographie
Née à Paris en 1889, sans aucune parenté avec la romancière Jeanne Schultz (1862-1910),Yvonne Schultz est la fille de Henri André Schultz dit aussi Taupin (1857-1932), artiste dessinateur d'origine alsacienne qui se consacra principalement à l'ex-libris et de Lucie Preis (1861-1936), parents divorcés avant 1908, année du remariage de son père. En 1928 elle épouse Ferdinand de Fenis de Lacombe (1877-1966) qui a été le directeur de l'école des beaux-arts de Hanoï sous la colonisation française. Son œuvre se compose essentiellement de drames sentimentaux. Elle a vécu à Paris et à Nice, a beaucoup voyagé, et s'est passionnée pour l'Indochine qui lui fournit le cadre de plusieurs de ses romans. Elle a été admise au sein de la Société des gens de lettres en 1916. Elle a publié certains de ses romans sous le pseudonyme de Dyvonne.

## Œuvres
Œuvres originales
- Dzinn, Plon-Nourrit et Cie, 1919
- Le Mari de Vivianne, Le Petit Écho de la Mode, Collection Stella, n°69, 1923
- Près de lui, Plon, 1923 (Sous le pseudonyme de Dyvonne)
- Les Nuits de fer, roman lapon, Plon-Nourrit, 1923
- Précoce avril, Grasset, 1924
- Joujou se marie..., Plon-Nourrit et Cie, 1924 (Sous le pseudonyme de Dyvonne)
- La Flamme sur le rempart, Plon et Nourrit, 1926
- Le Mari de Cendrillonne, Plon-Nourrit et Cie, 1926 (Sous le pseudonyme de Dyvonne)
- Le Roman d'Arlette, Fayard, coll. "Jeunes femmes et jeunes filles", 1928 (Sous le pseudonyme de Dyvonne)
- L'Idylle passionnée, La Petite Illustration, 1928
- La Couronne d'étoiles, Plon et Nourrit, 1928
- Le Secret du destin, Plon, 1928 (Sous le pseudonyme de Dyvonne)
- Mariage secret, Plon , 1929 (Sous le pseudonyme de Dyvonne)
- Sous le ciel de jade, Plon et Nourrit, 1930
- Le Sampanier de la baie d'Along, La Petite Illustration, 1930
- Dans la griffe des jauniers, Plon et Nourrit, 1931
- Les Fiancés d'Angkor, A. Fayard, coll. "Jeunes femmes et jeunes filles", 1932 (Sous le pseudonyme de Dyvonne)
- Chipette et lui, Plon, 1932 (Sous le pseudonyme de Dyvonne)
- Zompette à la cour, Plon, 1933 (Sous le pseudonyme de Dyvonne)
- L'Enlèvement de Jadette, Plon, 1934 (Sous le pseudonyme de Dyvonne)
- Nuits de Ceylan, Plon et Nourrit, 1934
- L'Etoile de Grenade, Plon, 1936 (Sous le pseudonyme de Dyvonne)
- Les Récits de Maman Chine 1. Au fond d'un temple hindou. L'Immolation. Le Bandeau de jade, Plon, 1937
- Le Mariage de Passerose, Plon, 1938 (Sous le pseudonyme de Dyvonne)
- Les Confidences de Maman Chine. La Divine inconnue, La Petite Illustration, 1939
- Les Récits de Maman Chine 3. Le Palais des cent lacs, histoire intime d'une famille chinoise, Plon, 1946
- Les Récits de Maman Chine. Le Démon passionné, Plon, 1947
- Le Mariage aux flambeaux, Gautier-Languereau, coll. " Bibliothèque de ma fille", 1950 (Sous le pseudonyme de Dyvonne)
- Barcarolle tragique, Gautier-Languereau, coll. "Bibliothèque de ma fille", 1952 (Sous le pseudonyme de Dyvonne)
- Pour l'amour de Christiane, Plon, 1953 (Sous le pseudonyme de Dyvonne)

Préface
- Grépon, Marguerite, Lotissement-Journal, Imprimerie de l'Eclaireur de Nice, Aux éditeurs associés, Editions du monde moderne, 1926

Rééditions
- Dzinn, Le Petit Écho de la Mode, 1922 (1e éd. 1919)
- Près de lui, Plon, 1926 (1e éd. 1923) (Sous le pseudonyme de Dyvonne)
- Joujou se marie..., Plon , 1928 (1e éd. 1924) (Sous le pseudonyme de Dyvonne)
- La Flamme sur le rempart, La Petite Illustration, 1926 (1e éd. 1926)
- Le Mari de Cendrillonne, Plon, coll. "La Liseuse", 1931 (1e éd. 1926) (Sous le pseudonyme de Dyvonne)
- Dzinn, Plon-Nourrit et Cie, Coll. "De la liseuse", 1924 (1e éd. 1919)
- L'Idylle passionnée, librairie Plon, les Petits-Fils de Plon et Nourrit, 1929 (1e éd. 1928)
- Les Fiancés d'Angkor, Louis Bellenand et fils, coll. "Jeunes femmes et jeunes filles", 1932 (1e éd. 1928) (Sous le pseudonyme de Dyvonne)
- Les Nuits de fer, roman lapon, Plon et Nourrit, 1932 (1e éd. 1923)
- Le Sampanier de la baie d'Along, Plon et Nourrit, 1932 (1e éd. 1930)
- Le Mari de Cendrillonne, Plon , 1935 (1e éd. 1926) (Sous le pseudonyme de Dyvonne)
- Les Récits de Maman Chine 1. Au fond d'un temple hindou, L'Illustration, 1937 (1e éd. 1937)
- Dzinn, Plon, 1939 (1e éd. 1922)
- La Flamme sur le rempart, Plon et Nourrit, 1939 (1e éd. 1926)
- Le Mari de Cendrillonne, Flammarion, 1940 (1e éd. 1926) (Sous le pseudonyme de Dyvonne)
- Les Récits de Maman Chine. La Divine inconnue, Plon, 1941 (1e éd. 1939)
- Dans la griffe des jauniers, Plon, 1944 (1e éd. 1931)
- Joujou se marie..., Plon , 1949 (1e éd. 1924) (Sous le pseudonyme de Dyvonne)
- Près de lui, Plon, 1950 (1e éd. 1926) (Sous le pseudonyme de Dyvonne)
- Mariage secret, Plon, coll. "Bibliothèque Plon", 1955 (1e éd. 1929) (Sous le pseudonyme de Dyvonne)
- Le Sampanier de la baie d'Along, in Indochine. Un rêve d’Asie, Omnibus, 1995 (1e éd. 1930)  (ISBN 2-258039-20-7)
- Le Sampanier de la baie d'Along, Kailash, coll. Les exotiques, 1995, (1e éd. 1930)  (ISBN 2-909052-51-6)
- Le Sampanier de la baie d'Along, Kailash, coll. Les exotiques, 2000, (1e éd. 1930)  (ISBN 2-909052-51-6)
- Le Sampanier de la baie d'Along, in Indochine. Un rêve d’Asie, Omnibus, 2000 (1e éd. 1930)  (ISBN 2-258039-20-7)

## Sources
Monographies
- Alain Ruscio, Le Credo de l'homme blanc. Regards coloniaux français XIXe – XXe siècles, Complexe, 1995  (ISBN 2-870-27947-7)
- Indochine. Un rêve d’Asie, Omnibus, 1995  (ISBN 2-258039-20-7)
- Bernard Hue, Littératures de la péninsule indochinoise, Karthala, 1999  (ISBN 978-2-86-537968-2)
- Indochine. Un rêve d’Asie, Omnibus, 2000  (ISBN 2-258039-20-7)